# ポゴスト
ポゴスト（ベラルーシ語: пагост、ロシア語: погост、ウクライナ語: погост）とはルーシの行政・領土の単位である。キエフ・ルーシ期のポゴストはウロク（諸税）を徴収する役割を担った。日本語文献では「貢物納入所」という訳が当てられている。
ポゴストはキエフ大公国の公女・オリガがウロクの徴収のために、947年にノヴゴロドの地(ru)でドレヴリャーネ族に対して制定したのが始まりである。ポゴスト設置以前は、徴税には、公がドルジーナ（従士）を率いて徴収に回るパリューヂェ（巡回徴貢）という形式が採られていた。しかし945年、ドレヴリャーネ族がダーニ（貢税）の徴収に抵抗し、徴収に赴いたオリガの夫のイーゴリ1世を殺害したことが、ポゴスト設置の発端となった。
ただしポゴストの概念はのちに変化し、以降の時代には、いくつかの集落からなる行政・領土の単位をポゴストと呼ぶようになった。キリスト教の普及の後、ポゴストには教会が建てられた。時と共にポゴストは、教会と墓地のある村を意味するようになった。また、小教区であると共に、交易や移住の中心地の役割も担い、共同の祝宴も行われた。18世紀 - 19世紀の中央ロシア(ru)では、ポゴストとは教会・墓地と、ポープ・プリーチトの住居のある、小規模な移住地を指した。また、北部ロシア(ru)では行政区分名としてポゴストという名称が、1775年に廃止されるまで存続していた。さらに18世紀始めからは、ポゴストとは村の墓地を指す言葉としても使用された。このように、ポゴストという言葉にはいくつかの概念が含まれている。
現在は、多くの集落や地名にポゴストの名が残っている。